# Soriyoteï Ier
Soriyoteï Ier, prince Sri Suriya Daya souverain de l’Empire khmer de 1357 à 1359 ou plus vraisemblablement de 1365 à 1366 sous le nom de « Surya-vamça Radhadiraja».

## Biographie
Le prince Soriyoteï ou Sri Suriya Daya est le second fils du roi Nippean Bat
Avant la prise d’Angkor par les Thaïs de Ramathibodi Ier il réussit à s’échapper de la capitale mise à sac avec une poignée de fidèles et les symboles de la royauté khmère.
Réfugié un moment au Laos il se met à la tête de bandes d’irréguliers khmers qui organisent la résistance aux troupes d’occupation siamoise. Il surprend Angkor en 1357 et chasse le roi siamois Chau Combang Pissey qui régnait pour le compte de son père de Ramathibodi Ier. Il se fait reconnaître comme roi sous le nom de règne de «Surya-vamça Radhadiraja ».
Soriyoteï Ier parvient à repousser les Siamois au-delà de Korat et de Prachinburi. À l’est il rétablit la frontière avec le Champa.
Il est possible que ce soit lui le roi « Hou-eul-na » qui reçut du premier empereur Ming l'ordre de se soumettre et paya aussitôt un tribut.
Sous son règne le Cambodge qui avait été affreusement dévasté retrouve quelques années de quiétude. Soriyoteï Ier meurt de maladie et son neveu Barom Reamea fils de son frère aîné Lampong Reachea est élu roi par les membres de la famille royale et les dignitaires.

## Hypothèse
Certaines versions de la Chronique royale indiquent que Soriyoteï Ier serait mort dès 1359 et aurait eu comme successeur Soriyovong Ier sous le nom de règne de «Surya Varman Ier» un fils de son frère cadet Sukha Dhara Pada. Surya Varman Ier mort en 1366 serait le prédécesseur de son cousin Barom Reamea.
Achille Dauphin-Meunier et les autres sources citées ne retiennent pas cette duplication de monarques qui est sans doute liée à la similitude entre le nom de règne de Soriyoteï Ier « Surya-vamça » interprété en «Surya Varman » dans certaines traditions.

## Postérité
Les Chroniques royales s’accordent par contre pour indiquer que Soriyoteï Ier est le père du  prince Soriyovong